# Notiphila quadrisetosa
Notiphila quadrisetosa är en tvåvingeart som beskrevs av Thomson 1869. Notiphila quadrisetosa ingår i släktet Notiphila, och familjen vattenflugor. Inga underarter finns listade.